# Decenzio
Magno Decenzio (latino: Magnus Decentius; ... – Senonae, 18 agosto 353) è stato un politico romano, usurpatore che si rivoltò contro l'imperatore romano Costanzo II.

## Biografia
Era imparentato con l'usurpatore Magnenzio, probabilmente suo fratello; da lui fu elevato al rango di cesare nel 350 (tra luglio e agosto, quando Magnenzio ebbe posto fine alla rivolta di Nepoziano a Roma e i Germani iniziarono la propria attività sul Reno) o nel 351 (tra marzo e luglio, quando Costanzo elevò al rango di cesare il proprio cugino Gallo) con il compito di proteggere la Gallia dalle invasioni attraverso il Reno da parte dei Germani, sobillati da Costanzo II, mentre Magnenzio era nella parte orientale del proprio territorio per tenere sotto controllo Costanzo.
Ricoprì il consolato nel 352 e 353.
Dopo la sconfitta nella battaglia di Mursa Maggiore, nel 352 Decenzio fu sconfitto da un contingente di Alamanni invasori guidato da Cnodomario. Poco dopo, la città di Treviri abbandonò la causa di Magnenzio e si schierò con Costanzo, chiudendo le porte a Decenzio.
Quando Magnenzio fu sconfitto da Costanzo nella battaglia di Mons Seleucus (353) e si suicidò, Decenzio, che era alla testa dei rinforzi in arrivo, si impiccò a Senonae.